# Friedrich Scholz-Babisch
Friedrich Scholz-Babisch (* 10. April 1890 in Rohrau, Schlesien; † 13. Oktober 1944 in Berlin-Plötzensee) war ein deutscher Landwirt, Offizier, zuletzt Rittmeister der Reserve der Wehrmacht, und Widerstandskämpfer des 20. Juli 1944.

## Leben
Scholz-Babisch hatte im Ersten Weltkrieg gedient und war am 22. März 1916 zum Leutnant der Fußartillerie befördert worden. 1919 war er im Niederschlesischen Fußartillerie-Regiment Nr. 5 in Posen. Als Oberleutnant wurde er später aus der Armee entlassen.
Nach seinem Ausscheiden übernahm er von seinem Vater die Besitzungen und die Bewirtschaftung der Güter Rohrau, seinem Geburtsort und ca. 225 Hektar groß, Zottwitz (ca. 100 Hektar) und Teile am Erbschultheißamt Breslau-Durgoy (32 ar). Er stand für einen fortschrittlichen Landwirtschaftsbetrieb. So baute er gutseigene Wohnungen für die Landarbeiter und richtete auch einen Kindergarten ein. 1941 sollte sein Gutsinspektor zur Wehrmacht einberufen werden. Scholz-Babisch melde sich daraufhin freiwillig für den Kriegsdienst und konnte damit erreichen, dass die Einberufung seines Gutsverwalters aufgehoben wurde.
Scholz-Babisch kam als Wirtschaftsoffizier erst nach Krakau und später nach Warschau. Ende 1943 beorderte Claus Schenk Graf von Stauffenberg ihn, mit anderen als geeignet ausgewählten Offizieren, nach Berlin und weihte ihn in die Umsturzpläne ein. Scholz-Babisch konnte als Anhänger gewonnen werden und war bereits als Verbindungsoffizier des Wehrkreis VIII (Breslau) im OKH vorgesehen. Am 20. Juli 1944 war er in Breslau beim Befehlshaber des Wehrkreiskommandos III, General Rudolf Koch-Erpach, und erwartete eigentlich die Befehle der Widerstandsgruppe. Die Ernennung zum Verbindungsoffizier des Wehrkreises erreichte Breslau aber erst nach dem eigentlichen Attentat. Nachdem bei der Durchsuchung durch die Gestapo dann die Listen der vorgesehenen Verbindungsoffizier gefunden worden waren, wurde die Festnahme Scholz-Babisch angeordnet. Koch-Erpach, als sein Vorgesetzter, legte Einspruch gegen die Verhaftung, welche durch den Oberpräsidenten und Gauleiter von Niederschlesien, Karl Hanke, sofortig gefordert wurde, ein und verwies auf seine eigenständige Befehlsgewalt. Letztendlich konnte er die Verhaftung damit nur verzögern, aber nicht verhindern und so wurde Scholz-Babisch noch in der Nacht verhaftet und direkt nach Berlin gebracht.
Am 14. September 1944 wurde er aus der Wehrmacht ausgestoßen. Es folgte die Anklage vor dem Volksgerichtshof, da er die Umsturzpläne gekannt, aber nicht gemeldet hatte. Am 13. Oktober 1944 fand gemeinsam mit Hans-Jürgen von Blumenthal, Roland von Hößlin und Georg Schulze-Büttger die Verhandlung vor dem Volksgerichtshof unter dessen Präsidenten Roland Freisler statt, wo Friedrich Scholz-Babisch des Hoch- und Landesverrats angeklagt wurde. Am selben Tage wurde er zum Tod verurteilt und in Plötzensee erhängt.
Scholz-Babisch war mit Christine, geb. Voelkel, verheiratet und hatte zwei Söhne, eine Tochter und eine Pflegetochter. Er war ein Anhänger der Oppositionsbewegung Bekennende Kirche.